# 38-й гвардейский истребительный авиационный полк ПВО
38-й гвардейский истребительный авиационный полк ПВО (38-й гв. иап ПВО) — воинская часть Военно-воздушных сил (ВВС) Вооружённых Сил РККА, принимавшая участие в боевых действиях Великой Отечественной войны.

## Наименования полка
За весь период своего существования полк несколько раз менял своё наименование:
- 629-й истребительный авиационный полк ПВО;
- 38-й гвардейский истребительный авиационный полк;
- 38-й гвардейский истребительный авиационный полк ПВО;
- Полевая почта 55719.

## Создание полка
38-й гвардейский истребительный авиационный полк ПВО образован 31 марта 1943 года путём переименования 629-го истребительного авиационного полка ПВО в гвардейский за образцовое выполнение боевых задач и проявленные при этом мужество и героизм на основании Приказа НКО СССР.

## Расформирование полка
38-й гвардейский истребительный авиационный полк ПВО в связи со значительным сокращением Вооружённых Сил 10 августа 1960 года был переформирован в 377-й гвардейский зенитно-ракетный полк

## В действующей армии
В составе действующей армии:
- с 31 марта 1943 года по 9 мая 1945 года.

## Командиры полка
- гвардии майор Каменщиков Владимир Григорьевич (погиб)[6], 02.1943 — 22.05.1943
- гвардии капитан Павлов Леонид Дмитриевич[6], 20.06.1943 — 12.10.1943
- гвардии майор Шалимов Николай Иванович[6], 12.10.1943 — 20.08.1944
- гвардии майор Болоцкий Константин Николаевич[6], 20.08.1944 — 31.12.1945

| Curtiss P-40 Киттихаук | И-16 | Харрикейн |

## В составе соединений и объединений
| Период        | Фронт (округ)          | Район                                   | Корпус ПВО (Дивизия ПВО) | дивизия                                                | примечание                     |
| ------------- | ---------------------- | --------------------------------------- | ------------------------ | ------------------------------------------------------ | ------------------------------ |
| 31.03.1943 г. |                        | Сталинградский корпусной район ПВО      |                          | 2-я гвардейская истребительная авиационная дивизия ПВО | Як-1                           |
| 29.06.1943 г. | Восточный фронт ПВО    | Сталинградский корпусной район ПВО      |                          | 2-я гвардейская истребительная авиационная дивизия ПВО | «Киттихаук»                    |
| 01.01.1944 г. | Западный фронт ПВО     |                                         |                          | 2-я гвардейская истребительная авиационная дивизия ПВО | Як-1, «Киттихаук»              |
| 01.02.1944 г. | Западный фронт ПВО     | Северо-Кавказский дивизионный район ПВО |                          | 2-я гвардейская истребительная авиационная дивизия ПВО | Як-1, «Киттихаук», Ла-5        |
| 21.04.1944 г. | Южный фронт ПВО        | Северо-Кавказский дивизионный район ПВО | 87-я дивизия ПВО         | 2-я гвардейская истребительная авиационная дивизия ПВО | «Киттихаук», Ла-5              |
| 01.05.1944 г. | Южный фронт ПВО        | Северо-Кавказский дивизионный район ПВО | 12-й корпус ПВО          | 2-я гвардейская истребительная авиационная дивизия ПВО | «Киттихаук», «Харрикейн», Ла-5 |
| 24.12.1944 г. | Юго-Западный фронт ПВО |                                         | 12-й корпус ПВО          | 2-я гвардейская истребительная авиационная дивизия ПВО | «Харрикейн», Ла-5              |
| 01.01.1945 г. | Юго-Западный фронт ПВО |                                         |                          | 2-я гвардейская истребительная авиационная дивизия ПВО | «Харрикейн», Ла-5              |
| 01.02.1945 г. | Юго-Западный фронт ПВО |                                         | 12-й корпус ПВО          | 2-я гвардейская истребительная авиационная дивизия ПВО | «Харрикейн», Ла-5              |
| 11.05.1945 г. | Юго-Западный фронт ПВО |                                         | 12-й корпус ПВО          | 2-я гвардейская истребительная авиационная дивизия ПВО | «Харрикейн», Ла-5              |
| 10.06.1960 г. | Бакинский округ ПВО    |                                         | 12-й корпус ПВО          | 2-я гвардейская истребительная авиационная дивизия ПВО | дивизия расформирована, МиГ-17 |
| 10.08.1960 г. | Бакинский округ ПВО    |                                         | 12-й корпус ПВО          |                                                        | расформирован, МиГ-17          |

## Участие в операциях и битвах
- Организация ПВО страны

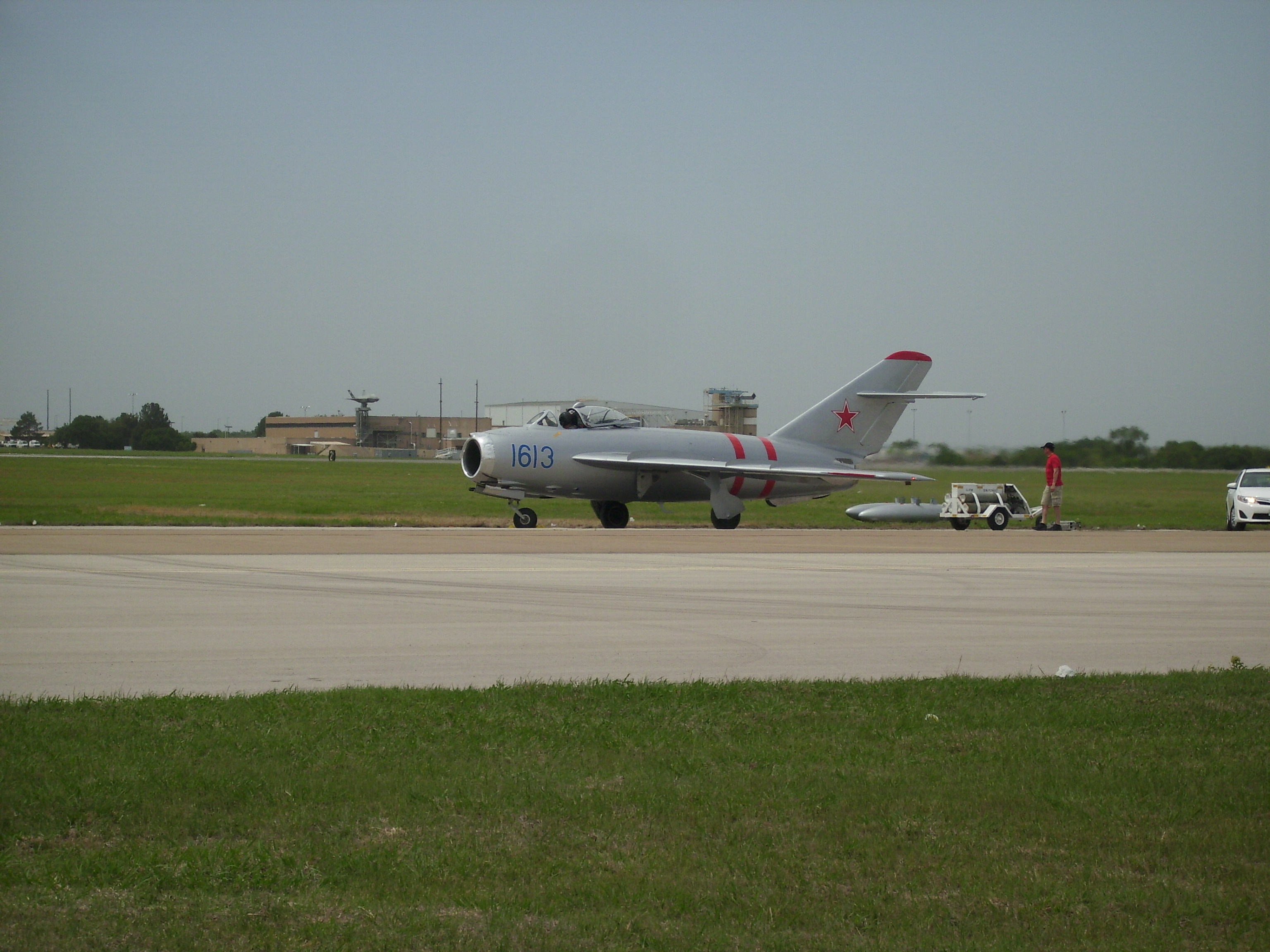
МиГ-17

- Противовоздушная оборона переправ Отдельной приморской армии и строительства моста в Керченском проливе в ходе подготовки Крымской операции
- Противовоздушная оборона города Одессы
- Противовоздушная оборона войск 3-го и 2-го Украинских фронтов
- освобождение Румынии

## Статистика боевых действий
Всего за годы Великой Отечественной войны полком:
| Выполнено боевых вылетов | Проведено воздушных боев | Сбито самолётов в воздухе |
| ------------------------ | ------------------------ | ------------------------- |
| 4754                     | 196                      | 116                       |

Свои потери:
| Потеряно самолётов, всего | Погибло лётчиков всего |
| ------------------------- | ---------------------- |
| 36                        | 14                     |

## Самолёты на вооружении
| Период      | Самолёты         |
| ----------- | ---------------- |
| 1941 — 1942 | И-16             |
| 1941 — 1942 | И-15бис          |
| 1943 — 1944 | Як-1             |
| 1944 — 1944 | P-40 Kittyhawk   |
| 1944 — 1945 | Hawker Hurricane |
| 1944 — 1951 | Ла-5             |
| 1951 — 1955 | МиГ-15           |
| 1955 — 1960 | МиГ-17           |

## Базирование
| Период               | Место базирования                                          |
| -------------------- | ---------------------------------------------------------- |
| 05.1945 — 10.08.1960 | Центральный (Ростов-на-Дону—Центральный, (Ростов-на-Дону)) |